# مقاومة الدواء

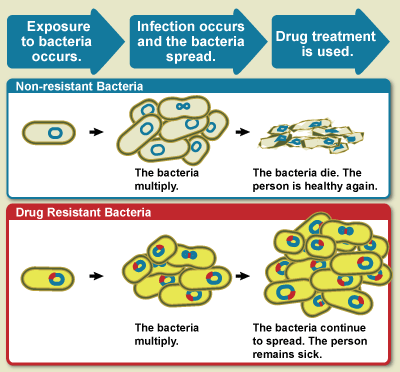

مقاومة الدواء هو الحد من فعالية الدواء مثل: مضادات الميكروبات، مضادات الديدان أو أدوية السرطان أو مضادات الاورام إن مقاومة مضادات الميكروبات هي مقاومة كائن مجهري ما لدواء مضاد لميكروب ما وكان فعالاً أصلاً في علاج العدوى التي يتسبب فيها.
وتستطيع الكائنات المجهرية المقاومة (مثل الجراثيم والفطريات والفيروسات والطفيليات) أن تصمد أمام هجوم الأدوية المضادة للميكروبات (كالمضادات الحيوية) ومضادات الفطريات ومضادات الفيروسات ومضادات الملاريا، بحيث تفقد العلاجات المعيارية فعاليتها وتصمد العدوى مما يزيد مخاطر انتقالها إلى أشخاص آخرين.
ويُعد تطور السلالات المقاومة ظاهرة طبيعية تحدث عندما تتناسخ الكائنات المجهرية بشكل خاطئ أو عندما تتبادل فيما بينها خصائص مقاومة. ويتسبب استعمال الأدوية المضادة للميكروبات وإساءة استعمالها في التعجيل بظهور السلالات المقاومة للأدوية. ومن الأمور التي تشجع على استمرار انتشار مقاومة مضادات الميكروبات الممارسات السيئة في مجال مكافحة العدوى، والمناولة غير السليمة للأغذية، وظروف الإصحاح غير الملائمة.
نجد ان منظمة الصحة العالمية تصدر تقريراً جديداً، وهو أول تقرير يتناول مقاومة الأدوية على الصعيد العالمي، ويكشف عن أن هذا التهديد الخطير لم يعد مجرد تنبؤاً للمستقبل بل إنه واقع بالفعل الآن في كل إقليم من أقاليم العالم، ويمكن أن يمس كل فرد في أي سن وفي أي بلد. فمقاومة المضادات الحيوية، والتي تحدث عندما تطرأ تغيرات على الجراثيم فتفقد المضادات الحيوية مفعولها لدى من يحتاجون إليها لعلاج العدوى، تشكل الآن تهديداً كبيراً للصحة العمومية.

## مقدمة
أنتجت بعض الجراثيم والفطريات، طيلة مليارات السنوات، مواد كيميائية لحماية أنفسها من هجمات الكائنات المجهرية الأخرى.العقاقير والسموم، أو المقاومة الكيميائية هي نتيجة للتطور استجابة للضغوط المفروضة على أي كائن حي. ويُشار إلى المواد المُستخدمة حالياً في الطب السريري باسم «المضادات الحيوية» أو «العوامل المضادة للميكروبات». وللتمكّن من البقاء طوّرت ميكروبات أخرى آليات تمكّنها من مقاومة المفعول السام لمضادات الميكروبات. وبناء عليه تمثّل «مقاومة مضادات الميكروبات» ظاهرة قديمة راسخة في جينات المقاومة التي تتوارثها الميكروبات نسلاً بعد نسل.
ويمكن أن تصبح السلالات الحساسة مقاومة إمّا عن طريق طفرة تحدث في الجينات الموجودة أو عن طريق اكتساب جين مقاوم من كائن آخر مقاوم فعلاً. وتلك هي الخطوة الأولى في ظهور «مقاومة جديدة». ولحسن الحظ لا تتحوّل معظم الكائنات الحساسة إلى كائنات مقاومة بسهولة فالمقاومة التي نشاهدها الآن في الممارسة السريرية تطوّرت، عادة، لدى شخص أو حيوان أو مستودع بيئي آخر في منطقة ما من العالم قبل سنوات عديدة.
وعلى الرغم من أنّ ظهور مقاومة جديدة بشكل مفاجئ يمثّل ظاهرة نادرة فيما يخص معظم الكائنات، فإنّ ذلك لا ينطبق على جميع العوامل الممرضة. فمن الملاحظ، لدى المصابين بالسل أو عدوى فيروس الأيدز مثلاً، إمكانية حدوث طفرات جديدة في السلالات الحساسة التي يحملها أولئك المرضى، لاسيما في حال تدني نوعية المعالجة. ويسهم ظهور السلالات المقاومة أثناء العلاج بقدر وافر في زيادة مخاطر إخفاق العلاج ومخاطر الوفاة.وعليه فإنّ ضمان نجاعة العلاج من الأمور الحاسمة الأهمية لتلافي تطوّر المقاومة خلال فترة العلاج.
الانتقاء والانتشار

## الآليات
العوامل الرئيسية التي تسهم في ارتفاع معدلات المقاومة ليست الطفرات الجديدة، بل الضغط الانتقائي الذي تفرضه مضادات الميكروبات وانتشار الميكروبات المقاومة.الآليات الأربعة الرئيسية التي تتبعها الكائنات الحية الدقيقة لمقاومة مضادات الميكروبات هي:
مقاومة المضادّات الحيويّة تتمّ عبر أربع طرق:
1. تعطيل الدواء أو التعديل: مثل التّثبيط الإنزيمي للبنسلين ج Penicillin G عند بعض البكتيريا المقاومة للبنسلين عن طريق تصنيع بيتا لكتاميز ß-lactamases
2. تغيير موقع الهدف (موقع فعاليّة المضادّ الحيويّ): مثل تغيير ال PBP –موقع فعاليّة البنسلين- عند نوع من البكتيريا يدعى العنقوديات الذهبية المقاومة للمثسلين MRSA، كذلك عند بكتيريا أخرى مقاومة للبنسلين.
3. تغيير الطّريق الأيضيّ: بارا أمينو بنزويك أسيد PABA هو عامل مهمّ لصنع حمض الفوليك والأحماض النّوويّة لدى البكتيريا، يمكن تثبيط هذا العامل عن طريق السّلفوناميد. غير أنّ بعض البكتيريا المقاومة للسّلفونميد تستغني عن هذا العامل الأساسيّ عن طريق استعمال حمض الفوليك الجاهز (بأخذه مباشرة من محيطها مثلا)، تماما مثل الخلايا الحيوانيّة.
4. التّقليل من تراكم المضادّ الحيويّ: عن طريق التّقليل من نفاذيّة المضادّ الحيويّ إلى داخل الخليّة و/أو تسريع التّدفّق النّشط (الضّخّ إلى المحيط) للأدوية عبر الغشاء الخلويّ البكتيريّ.[3]

## الضغط الانتقائي الذي تفرضه مضادات الميكروبات
يتألّف النبيت الطبيعي لدى الإنسان من ملايين السلالات والأنواع الميكروبية الحساسة أو المقاومة. واستخدام المضادات الحيوية لعلاج مختلف العداوى لا يؤثّر على العامل الممرض المسبّب للمرض فحسب، بل يقضي أيضاً على مجموعات الكائنات الحساسة في كل أعضاء الجسد. وتتمكّن السلالات المقاومة من البقاء والانتشار ممّا يزيد من مخاطر تعرّض المريض لعدوى مقاومة في المستقبل
تنقّل كائنات المجهرية بين المرضي
نظراً لتنقّل كائنات المجهرية بين المرضي ومقدمي خدمات الرعاية الصحية والمخالطين من أفراد أسرة المريض يطرح استخدام مضادات الميكروبات لدى المريض مخاطر على الصعيد المحلي ويطرح، في آخر المطاف، مخاطر أيضاً على المجتمع العالمي. وتنتشر الكائنات المقاومة من خلال المخالطة المباشرة والمسطحات البيئية ومجاري المياه والأغذية.

## العلاج
تعد مقاومة مضادات الميكروبات مشكلة معقدة تتحكم فيها عوامل عديدة مترابطة. لذا فإن التدخلات المنفذة بمعزل عن غيرها لا تحقق إلا أثراً قليلاً. ومن الضروري اتخاذ إجراءات منسقة للتقليل إلى أدنى حد ممكن من ظهور مقاومة مضادات الميكروبات وانتشارها.
بإمكان الناس أن يساعدوا على التصدي للمقاومة عن طريق ما يلي:
1. عدم استعمال المضادات الحيوية إلا بوصفة طبية من أحد المهنيين الصحيين المعتمدين؛
2. إكمال المقرر العلاجي الكامل حتى إذا شعروا بتحسن؛
3. عدم القيا م على الإطلاق بتبادل المضادات الحيوية مع الآخرين أو استعمال ما تبقى من الأدوية الموصوفة.[5]

بإمكان العاملين الصحيين والصيادلة أن يساعدوا على التصدي للمقاومة عن طريق ما يلي:
1. تحسين تدابير الوقاية من العدوى ومكافحتها؛
2. عدم وصف وصرف المضادات الحيوية إلا عندما تكون هناك حاجة فعلية إلى ذلك؛
3. وصف وصرف المضاد الحيوي الملائم (المضادات الحيوية الملائمة) لعلاج الاعتلال.

بإمكان راسمي السياسات أن يساعدوا على التصدي للمقاومة عن طريق ما يلي:
1. تعزيز تتبع المقاومة وتعزيز قدرات المختبرات؛
2. تعزيز تدابير الوقاية من العدوى ومكافحتها؛
3. تنظيم وتعزيز الاستعمال السليم للأدوية؛
4. تعزيز التعاون وتبادل المعلومات بين كل المعنيين بالأمر.

بإمكان راسمي السياسات والعلماء ودوائر الصناعة أن يساعدوا على التصدي للمقاومة عن طريق ما يلي:
- تعزيز الابتكار والبحث والتطوير في مجال استحداث لقاحات وخيارات ووسائل تشخيص جديدة وخيارات جديدة لعلاج العدوى، وغير ذلك من الأدوات.

## وصلات خارجية
- BURDEN of Resistance and Disease in European Nations—An EU project to estimate the financial burden of antibiotic resistance in European hospitals
- Merck - Tolerance and Resistance
- Cosmetics Database
- HCMV drug resistance mutations tool
- Combating Drug Resistance نسخة محفوظة 9 نوفمبر 2011 على موقع واي باك مشين. - An informative article on multidrug resistance
- Battle of the Bugs: Fighting Antibiotic Resistance
- MDRIpred : A web server for predicting inhibitors against drug tolerant M. Tuberculosis, published in Chemistry Central Journal
- CancerDR: Cancer Drug Resistance Database. Scientific Reports 3, 1445